# La unidad
La unidad és una sèrie de televisió policíaca de Dani de la Torre, (El desconocido, La sombra de la ley), Alberto Marini (Feedback, El desconocido) i coguionitzada per Amelia Mora, produïda per Movistar+ en col·laboració amb Vaca Films (100 años de perdón, Celda 211, El Niño). És protagonitzada per Nathalie Poza, Michel Noher, Marian Álvarez, Luis Zahera, Raúl Fernández, Fele Martínez i Carlos Blanco Vila.

## Sinopsi
Conta els esforços i el treball diari de la Unitat de la Recerca Policial, que després de detenir a Salah Al Garheeb, el terrorista més buscat, ha de fer front a l'onada d'atemptats terroristes que ha generat tal detenció, anticipant i evitant tals actes.
Està basada en els testimoniatges inèdits d'alts professionals de la lluita antiterrorista i transcorre en Melilla, Tànger, Perpinyà, Girona, Madrid, Galícia, Nigèria i Tolosa.

## Personatges

### Repartiment principal
- Nathalie Poza com Carla Torres
- Michel Noher com Marcos
- Marian Álvarez com Miriam
- Luis Zahera com Sergio
- Raúl Fernández com Roberto
- Carlos Blanco com Ramón
- Hamid Krim com Abdel Khader Maalouf
- Mourad Ouani com Tarek
- Khaled Kouka com ¿?

Amb la col·laboració especial de
- Fele Martínez com Sanabria
- Francesc Orella com Jesús Jiménez
- Pierre Bel com Pierre Bel
- Thomas Carle com Thomas Carle

### Repartiment secundari
- Pepo Oliva com Alberto Torres
- Alba Bersabé com Lúa
- Fariba Sheikhan com Nawja
- Miquel Insúa com ¿?
- Sara Sanz com Noe
- Héctor Arteaga com ¿?
- Mekki Kadiri com ¿?
- Amina Leony com Amina
- Moussa Echarif com Myaz-Rodríguez
- Bouzan Hadawi com Nadim Al Garheeb
- Said El Mouden com Salah Al Garheeb
- Tarik Rmili com ¿?
- Lourdes Bermúdez com "BASMA"
- Jaime Nava de Olano com Cap equip GEOs
- Karim El-Kerem com Munir

## Episodis
| Núm. | Títol        | Direcció                       | Guió                                                                           | Data d'emissió original |  |
| ---- | ------------ | ------------------------------ | ------------------------------------------------------------------------------ | ----------------------- |  |
| 1    | «Episodi 1»  | Dani de la Torre               | Argument: Dani de la Torre i Alberto Marini Guió: Alberto Marini i Amèlia Mora | 15 de maig de 2020      |  |
| 2    | «Episodi 2»  | Dani de la Torre               | Argument: Dani de la Torre i Alberto Marini Guió: Alberto Marini i Amèlia Mora | 15 de maig de 2020      |  |
| 3    | «Episodi 3»  | Dani de la Torre               | Argument: Dani de la Torre i Alberto Marini Guió: Alberto Marini i Amèlia Mora | 15 de maig de 2020      |  |
| 4    | «Episodi 4»  | Dani de la Torre               | Argument: Dani de la Torre i Alberto Marini Guió: Alberto Marini i Amèlia Mora | 15 de maig de 2020      |  |
| 5    | «Episodi 5»  | Dani de la Torre y María Nieto | Argument: Dani de la Torre i Alberto Marini Guió: Alberto Marini i Amèlia Mora | 15 de maig de 2020      |  |
| 6    | «Episodio 6» | Dani de la Torre               | Argument: Dani de la Torre i Alberto Marini Guió: Alberto Marini i Amèlia Mora | 15 de maig de 2020      |  |